# Chiesa della Beata Vergine Assunta (Garlasco)
La chiesa Santa Maria Assunta è la parrocchiale di Garlasco, in provincia di Pavia e diocesi di Vigevano; fa parte del vicariato di Garlasco.

## Storia
Nel XII secolo l'unica chiesa di Garlasco era quella di San Pietro extra muros; nelle Rationes Decimarum del 1322-1323 è menzionata anche quella di Santa Maria, in cui nel 1444 fu traslata la parrocchialità con decreto del vescovo di Pavia Enrico Rampini.
La prima pietra della nuova parrocchiale venne posta nel 1715; l'edificio, disegnato dal pavese Gerolamo Regina, fu consacrato nel 1783.
Nel 1817 la chiesa passò dalla diocesi di Pavia a quella di Vigevano, come stabilito dalla bolla Beati Petri di papa Pio VII del 17 luglio e confermato dal successivo breve Cum per nostras litteras del 26 settembre.
La facciata venne completata nel 1831; nel 1845 il vescovo Vincenzo Forzani rilevò durante la sua visita pastorale che i fedeli ammontavano a circa 5200 e che la parrocchiale aveva come filiali i due oratori della Santissima Trinità e di San Rocco e il santuario della Madonna della Bozzola.

## Descrizione

### Esterno
La facciata a salienti della chiesa, rivolta a nordovest, è suddivisa da una cornice marcapiano in due registri, entrambi scanditi da semicolonne; quello inferiore presenta centralmente il portale maggiore timpanato e ai lati i due ingressi secondari architravati e altrettante nicchie, mentre quello superiore è caratterizzato da una finestra e coronato dal frontone.
Annesso alla parrocchiale è il campanile a pianta quadrata, la cui cella presenta su ogni lato una monofora a tutto sesto.

### Interno
L'interno dell'edificio, la cui pianta è a croce greca si compone di un'unica ampia navata, sulla quale si affacciano i bracci del transetto e le cappelle laterali, tra loro intercomunicanti, e le cui pareti sono scandite da lesene scanalate sorreggenti la trabeazione modanata e aggettante sopra la quale si impostano le volte e la cupola; al termine dell'aula si sviluppa il presbiterio, rialzato di tre gradini, ospitante l'altare maggiore e chiuso dalla parete di fondo piatta.